# Sandve
Sandve is een plaats in de Noorse gemeente Karmøy, provincie Rogaland. Sandve telt 306 inwoners (2007) en heeft een oppervlakte van 0,45 km².